# Ampulex latifrons
Ampulex latifrons är en  stekelart som beskrevs av Kohl 1893. Ampulex latifrons ingår i släktet Ampulex och familjen Ampulicidae. Inga underarter finns listade i Catalogue of Life.